# Matakana (fleuve)
Le fleuve Matakana  (anglais : Matakana River) est un cours d’eau du district de Rodney dans la région d’Auckland dans l’Île du Nord de la Nouvelle-Zélande. 

## Géographie
Il s’écoule vers le sud à partir de sa source à l’est de la ville de Wellsford, passant à travers le centre de la ville de Matakana et se déversant dans son estuaire tout près de la ville de Warkworth.
Le fleuve Matakana accueille tous les ans la course nommée “Matakana Seagull Race”, une course de bateau dont la puissance est fournie par les moteurs hors-bord de la société British Seagull